# Die Frau und der Schnellzug
Die Frau und der Schnellzug (Originaltitel: La Femme et le TGV) ist ein Schweizer Kurzfilm mit Jane Birkin in der Hauptrolle. Timo von Gunten schrieb das Drehbuch und führte Regie. Produziert wurde der Film von Giacun Gaduff. Die Premiere des Filmes fand am 5. August 2016 am Internationalen Filmfestival von Locarno statt.

## Handlung
Elise Lafontaine winkt seit Jahren jeden Morgen und jeden Abend dem TGV, der an ihrem Haus vorbeifährt, zu. Eines Tages findet sie einen Brief des Zugführers in ihrem Garten. Mit der Zeit entsteht eine rührende Korrespondenz zwischen ihr und dem Zugführer. Die poetische Konversation findet ihr Ende, als der TGV nicht mehr an ihrem Haus vorbeifährt, da er permanent auf eine kürzere Route umgeleitet wurde. Sie nimmt all ihren Mut zusammen und beschliesst, den Lokführer persönlich zu treffen.

## Auszeichnungen
- Nominiert als Bester Kurzfilm für den Oscar 2017
- Gewinner Best Short Film 2017. Schweizer Filmpreis
- Finalist 2017 „Best Original Composition – Short Film Score“, Music + Sound Awards (International), England[3]
- Publikumpreis Mittellanger Film 2017 für den Max Ophüls Preis
- Audience Choice Award 2016 auf dem Heartland Film Festival
- Public Jury Award 2016 auf dem Sapporo International Short Film Festival
- Award for Best Short Film 2016 auf dem Festival Internacional de Cinema Fantastic de Catalunya
- Audience Award am Shnit Worldwide Shortfilmfestival
- Official selection auf dem Internationalen Filmfestival von Locarno

Quelle